# Nicarágua nos Jogos Olímpicos de Verão de 1992
A Nicarágua competiu nos Jogos Olímpicos de Verão de 1992 em Barcelona, Espanha.

## Resultados por Evento

### Atletismo
Maratona masculina
- William Aguirre — 2:34.18 (→ 73º lugar)

### Boxe
Peso Pena (– 57 kg)
- Eddy Sáenz
  - Primeira Rodada — Perdeu para Victoriano Damian (DOM), 14:23

Peso Meio-médio (– 67 kg)
- Mario Romero
  - Primeira Rodada — DerrotouKhyber Shah (PAK), 7:2
  - Segunda Rodada — Perdeu para Andreas Otto (GER), RSCH-2

### Ciclismo
Estrada Individual feminino
- Olga Sacasa

Sprint 1.000 m feminino
- Olga Sacasa

Perseguição Individual feminino 3.000 m
- Olga Sacasa
  - Final — 16º lugar geral; não se classificou às semifinais - as 8 melhores se classificaram às semifinais.

### Halterofilismo
Mosca (até 52 kg)
- Alvaro Marenco

Galo (até 56 kg)
- Orlando Vásquez

### Lutas
Até 100 kg masculino
- Magdiel Gutiérrez

### Tiro
Pistola de ar masculino)
- Norman Ortega